# مارفن سميث
مارفن سميث (بالإنجليزية: Marvin Smith)‏ هو عازف جاز أمريكي، ولد في 24 يونيو 1961 في وكغن في الولايات المتحدة.

## وصلات خارجية
- مارفن سميث على موقع ميوزك برينز (الإنجليزية)
- مارفن سميث على موقع أول ميوزيك (الإنجليزية)
- مارفن سميث على موقع ديسكوغز (الإنجليزية)